# Оранжеволобый кабезон
Оранжеволобый кабезон (лат. Capito squamatus) — вид птиц семейства бородатковых.
Вид распространён на юго-западе Колумбии и западе Эквадора. Обитает в тропических низменных влажных лесах и вторичных лесах вдоль тихоокеанского побережья на высоте до 1300 м над уровнем моря.
Голова и горло чёрные с голубым оттенком. Лоб оранжевый или красный, верх головы и шея белые. Перья на спине и крыльях чёрные с белыми краями, образуют чешуйчатый узор. Вторичные кроющие крыльев белые. Брюхо и грудь бледно-жёлтые, на боках есть чёрные пятна в форме капель. Клюв серый. Глаза карие. Ноги зеленовато-серые.
Живёт в верхнем ярусе лесов. Питается плодами деревьев, реже насекомыми. Сезон размножения вероятно приходится на период с июля по сентябрь.